# 哈羅河

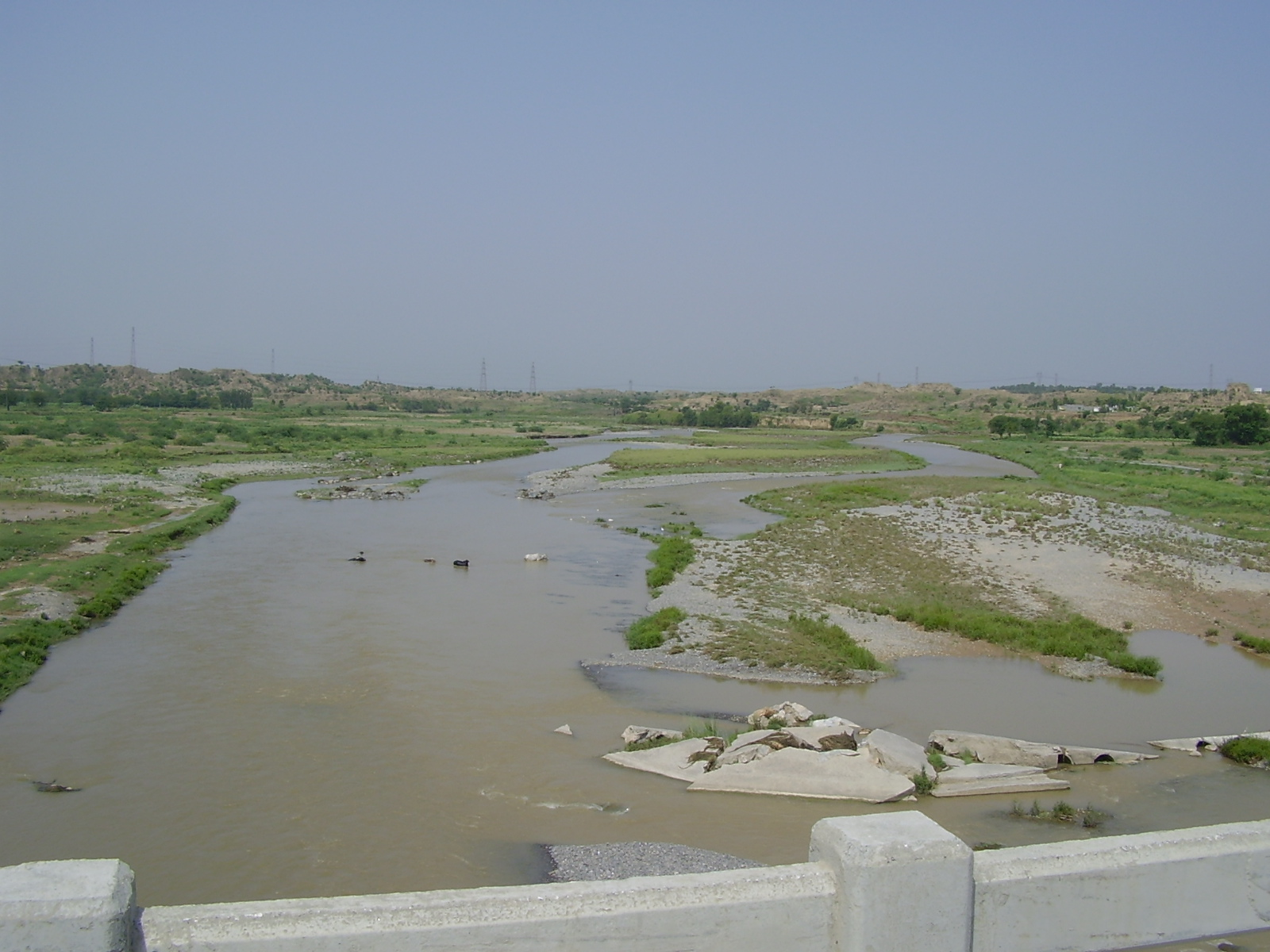
哈羅河

哈羅河（Haro River），位於巴基斯坦開伯爾-普什圖省、旁遮普省交界地帶，是印度河左岸的一條支流。哈羅河發源於開伯爾-普什圖省阿伯塔巴德縣的阿尤比亞國家公園一帶，幹流流經哈利普爾縣，最終於旁遮普省阿特克縣注入印度河。
哈羅河在哈利普爾縣河段興建了坎布爾壩，攔截河水以供應首都伊斯蘭瑪巴德及大城市拉瓦爾品第的飲用水。河口附近另有一座嘎茲-巴羅塔壩，其水源係以人工運河自塔貝拉壩下游不遠處的印度河左岸分水口引入。